# Scorching Beauty/Sun and Steel
Scorching Beauty/Sun and Steel è il primo box-set del gruppo musicale Iron Butterfly pubblicato nel 2008 dall'etichetta BGO Records. Contiene gli album Scorching Beauty e Sun and Steel racchiusi in un unico CD.

## Tracce
1. 1975 Overture – 4:19
2. Hard Miseree – 3:42
3. High on a Mountain Top – 4:01
4. Am I Down – 5:22
5. People of the World – 3:23
6. Searchin' Circles – 4:38
7. Pearly Gates – 3:25
8. Lonely Hearts – 3:14
9. Before You Go – 5:34
10. Sun and Steel – 4:01
11. Lightnin' – 3:02
12. Beyond the Milky Way – 3:38
13. Free – 2:41
14. Scion – 5:02
15. Get It Out – 2:53
16. I'm Right, I'm Wrong – 5:27
17. Watch the World Going By – 2:59
18. Scorching Beauty – 6:42

- Tracce 1-9: Scorching Beauty
- Tracce 10-18: Sun and Steel